# Entosolenia
Entosolenia, en ocasiones erróneamente denominado Entosalinia, es un género de foraminífero bentónico considerado un sinónimo posterior de Oolina de la Subfamilia Oolininae, de la Familia Ellipsolagenidae, de la Superfamilia Polymorphinoidea, del Suborden Lagenina y del Orden Lagenida. Su especie-tipo era Entosolenia lineata. Su rango cronoestratigráfico abarcaba desde el Eoceno hasta la Actualidad.

## Discusión
Clasificaciones previas incluían Entosolenia en la Superfamilia Nodosarioidea.

## Clasificación
Se describieron numerosas especies de Entosolenia. Entre las especies más interesantes o más conocidas destacaban:
- Entosolenia blanfordi
- Entosolenia lineata, aceptado como Oolina lineata
- Entosolenia marginata, aceptado como Fissurina marginata
- Entosolenia orbignyana, aceptado como Fissurina orbignyana
- Entosolenia squamosa, aceptado como Favulina squamosa

Un listado completo de las especies descritas en el género Entosolenia puede verse en el siguiente anexo.